# Gmina Dronninglund
Gmina Dronninglund (duń. Dronninglund Kommune) - istniejąca w latach 1970–2006 gmina w Danii w  okręgu północnej Jutlandii (Nordjyllands Amt). Siedzibą władz gminy było miasto Dronninglund. Gmina Dronninglund została utworzona 1 kwietnia 1970 na mocy reformy podziału administracyjnego Danii. 
Po kolejnej reformie administracyjnej w roku 2007 weszła w skład nowej gminy Brønderslev.

## Dane liczbowe
- Liczba ludności: (♀ 7672 + ♂ 7541) = 15 213
  - wiek 0-6: 8,5 %
  - wiek 7-16: 14,2 %
  - wiek 17-66: 62,7 %
  - wiek 67+: 14,6 %
- zagęszczenie ludności: 48,1 osób/km²
- bezrobocie: 6,1 % osób w wieku 17-66 lat
- cudzoziemcy z UE, Skandynawii i USA: 82 na 10 000 osób
- cudzoziemcy z krajów Trzeciego Świata: 141 na 10 000 osób
- liczba szkół podstawowych: 6 (liczba klas: 100)

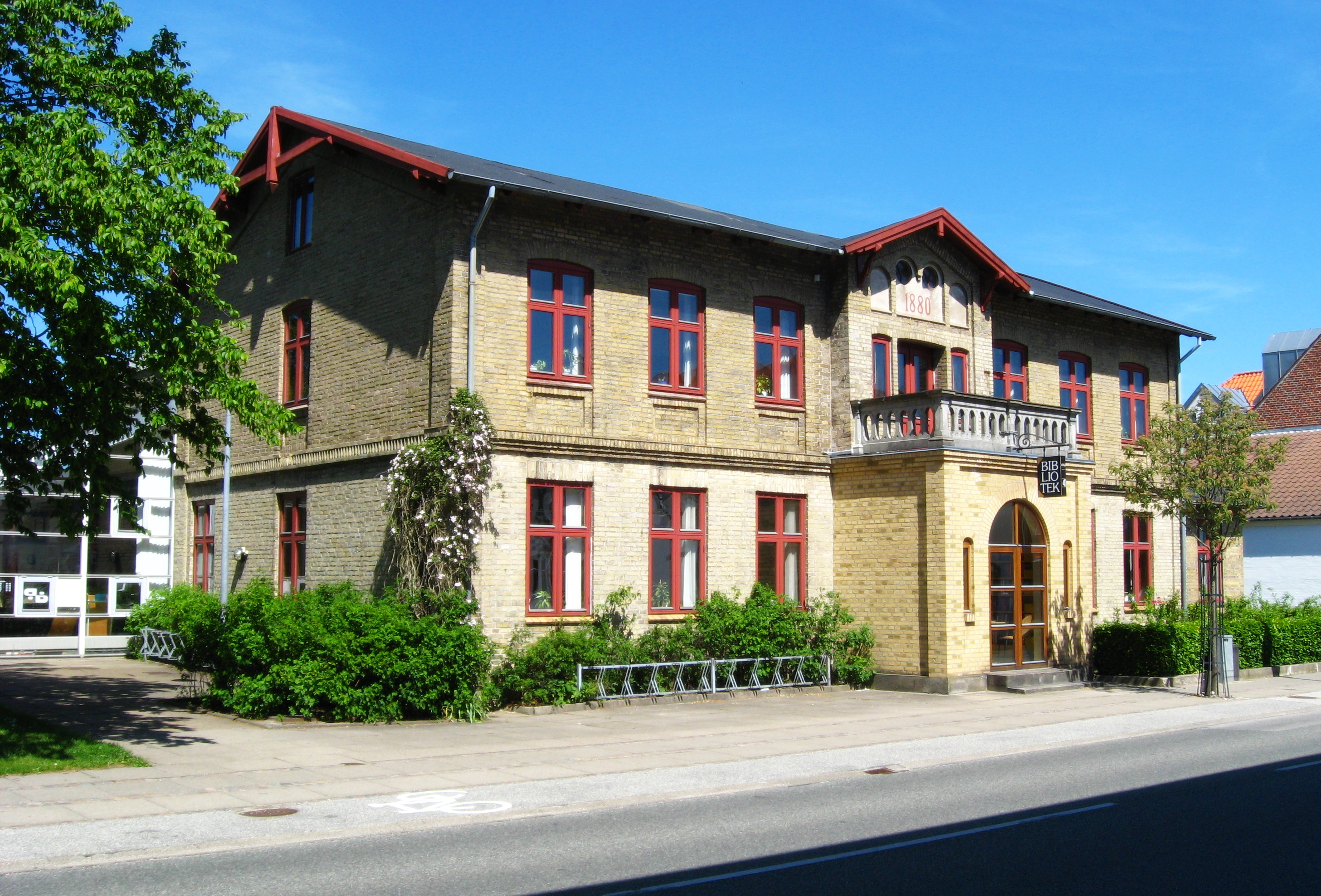
biblioteka w siedzibie gminy - Dronninglund